# Vince Gilligan
Vince Gilligan, född 10 februari 1967 i Richmond, Virginia, är en amerikansk manusförfattare, regissör och producent.
Mest känd för att ha skapat TV-serien Breaking Bad för TV-bolaget AMC och uppföljaren Better call Saul. Han har även jobbat med TV-serierna Arkiv X och The Lone Gunmen.

## Filmografi (urval)

### Som regissör
- 2000 – Arkiv X, avsnitt Je Souhaite (TV-serie)
- 2002 – Arkiv X, avsnitt Sunshine Days (TV-serie)
- 2008–2013 – Breaking Bad (TV-serie)
- 2015–2022 – Better Call Saul (TV-serie)
- 2019 – El Camino: A Breaking Bad Movie
- 2025 – Pluribus (TV-serie)

### Som manusförfattare
- 1993 – Wilder Napalm
- 1998 – Home Fries
- 1995–2001 – Arkiv X (TV-serie)
- 2001 – The Lone Gunmen (TV-serie)
- 2008 – Hancock
- 2008–2013 – Breaking Bad (TV-serie)
- 2015–2022 – Better Call Saul (TV-serie)
- 2019 – El Camino: A Breaking Bad Movie
- 2025 – Pluribus (TV-serie)

### Som producent
- 1996–2001 – Arkiv X (TV-serie)
- 2001 – The Lone Gunmen (TV-serie)
- 2008–2013 – Breaking Bad (TV-serie)
- 2015–2022 – Better Call Saul (TV-serie)
- 2019 – El Camino: A Breaking Bad Movie
- 2025 – Pluribus (TV-serie)